# Carlos Kletnicki
Carlos José Kletnicki (Azul, Provincia de Buenos Aires, Argentina; 13 de abril de 1983) es un exfutbolista argentino. Jugaba como arquero y su primer equipo fue Gimnasia y Esgrima La Plata. Su último club antes de retirarse fue Villa Dálmine. Es hijo del exfutbolista Luis Alberto Kletnicki.

## Trayectoria
Se formó en las inferiores de Gimnasia y Esgrima La Plata y fue promovido al plantel profesional en 2002. A principios de 2006 pasó a préstamo a Villa Dálmine de la Primera C, donde hizo su debut como profesional. En la segunda mitad del año regresó al Lobo y, gracias a una buena actuación en un momento muy complicado de Gimnasia en el Torneo Apertura 2006, se ganó la titularidad.
A principios de 2009, habiendo quedado libre de la entidad platense, arregla su vínculo con el Unión de Santa Fe. Tras un corto paso por este club llega a Boston River de la Segunda División de Uruguay. Luego, tras un año y medio en ese modesto equipo charrúa, en 2011 llega a Deportes Concepción, equipo de la Primera B de Chile. En 2014 regresa al club de Campana, donde estuvo hasta mediados de 2017.

## Estadísticas
- Actualizado al final de su carrera deportiva

| Club                        | Div.                | Temporada           | Liga | Liga | Copa Nacional | Copa Nacional | Copa Internacional | Copa Internacional | Total | Total |
| Club                        | Div.                | Temporada           | PJ   | G    | PJ            | G             | PJ                 | G                  | PJ    | G     |
| --------------------------- | ------------------- | ------------------- | ---- | ---- | ------------- | ------------- | ------------------ | ------------------ | ----- | ----- |
| Gimnasia (LP) Argentina     |                     |                     |      |      |               |               |                    |                    |       |       |
| 1.ª                         | 2002/03             | 0                   | 0    | -    | -             | -             | -                  | 0                  | 0     |       |
| 1.ª                         | 2003/04             | 0                   | 0    | -    | -             | -             | -                  | 0                  | 0     |       |
| 1.ª                         | 2004/05             | 0                   | 0    | -    | -             | -             | -                  | 0                  | 0     |       |
| 1.ª                         | 2005/06             | 0                   | 0    | -    | -             | -             | -                  | 0                  | 0     |       |
| 1.ª                         | 2006/07             | 28                  | 0    | -    | -             | 4             | 0                  | 32                 | 0     |       |
| 1.ª                         | 2007/08             | 16                  | 0    | -    | -             | -             | -                  | 16                 | 0     |       |
| 1.ª                         | 2008/09             | 0                   | 0    | -    | -             | -             | -                  | 0                  | 0     |       |
| Total                       | Total               | 44                  | 0    | -    | -             | 4             | 0                  | 48                 | 0     |       |
| Villa Dálmine Argentina     |                     |                     |      |      |               |               |                    |                    |       |       |
| 4.ª                         | 2005/06             | 9                   | 0    | -    | -             | -             | -                  | 9                  | 0     |       |
| 3.ª                         | 2014                | 12                  | 0    | -    | -             | -             | -                  | 12                 | 0     |       |
| 2.ª                         | 2015                | 35                  | 0    | 1    | 0             | -             | -                  | 36                 | 0     |       |
| 2.ª                         | 2016                | 21                  | 0    | -    | -             | -             | -                  | 21                 | 0     |       |
| 2.ª                         | 2016/17             | 18                  | 0    | 1    | 0             | -             | -                  | 19                 | 0     |       |
| 2.ª                         | 2023                | 13                  | 0    | -    | -             | -             | -                  | 13                 | 0     |       |
| Total                       | Total               | 108                 | 0    | 2    | 0             | -             | -                  | 110                | 0     |       |
| Unión Argentina             |                     |                     |      |      |               |               |                    |                    |       |       |
| 2.ª                         | 2008/09             | 3                   | 0    | -    | -             | -             | -                  | 3                  | 0     |       |
| Total                       | Total               | 3                   | 0    | -    | -             | -             | -                  | 3                  | 0     |       |
| Boston River · Uruguay      |                     |                     |      |      |               |               |                    |                    |       |       |
| 2.ª                         | 2009/10             | ?                   | 0    | -    | -             | -             | -                  | ?                  | 0     |       |
| 2.ª                         | 2010/11             | ?                   | 0    | -    | -             | -             | -                  | ?                  | 0     |       |
| Total                       | Total               | 22                  | 0    | -    | -             | -             | -                  | 22                 | 0     |       |
| Dep. Concepción · Chile     |                     |                     |      |      |               |               |                    |                    |       |       |
| -                           | 2011                | 2                   | 0    | -    | -             | -             | -                  | 2                  | 0     |       |
| 2.ª                         | 2011                | 19                  | 0    | 2    | 0             | -             | -                  | 21                 | 0     |       |
| 2.ª                         | 2012                | 31                  | 0    | 1    | 0             | -             | -                  | 32                 | 0     |       |
| 2.ª                         | 2013                | 12                  | 0    | -    | -             | -             | -                  | 12                 | 0     |       |
| 2.ª                         | 2013/14             | 9                   | 0    | 7    | 0             | -             | -                  | 16                 | 0     |       |
| Total                       | Total               | 73                  | 0    | 10   | 0             | -             | -                  | 83                 | 0     |       |
| Murciélagos · México        |                     |                     |      |      |               |               |                    |                    |       |       |
| 2.ª                         | Cl. 2017            | 5                   | 0    | 0    | 0             | -             | -                  | 5                  | 0     |       |
| 2.ª                         | Ap. 2017            | 1                   | 0    | -    | -             | -             | -                  | 1                  | 0     |       |
| Total                       | Total               | 6                   | 0    | 0    | 0             | -             | -                  | 6                  | 0     |       |
| Acassuso Argentina          |                     |                     |      |      |               |               |                    |                    |       |       |
| 3.ª                         | 2018/19             | 40                  | 0    | 0    | 0             | -             | -                  | 40                 | 0     |       |
| Total                       | Total               | 40                  | 0    | 0    | 0             | -             | -                  | 40                 | 0     |       |
| Fénix Argentina             |                     |                     |      |      |               |               |                    |                    |       |       |
| 3.ª                         | 2019/20             | 22                  | 0    | -    | -             | -             | -                  | 22                 | 0     |       |
| Total                       | Total               | 22                  | 0    | -    | -             | -             | -                  | 22                 | 0     |       |
| Argentino (M) Argentina     |                     |                     |      |      |               |               |                    |                    |       |       |
| 4.ª                         | 2020                | 7                   | 0    | -    | -             | -             | -                  | 7                  | 0     |       |
| Total                       | Total               | 7                   | 0    | -    | -             | -             | -                  | 7                  | 0     |       |
| Excursionistas Argentina    |                     |                     |      |      |               |               |                    |                    |       |       |
| 4.ª                         | 2021                | 19                  | 0    | -    | -             | -             | -                  | 19                 | 0     |       |
| Total                       | Total               | 19                  | 0    | -    | -             | -             | -                  | 19                 | 0     |       |
| Sportivo Italiano Argentina |                     |                     |      |      |               |               |                    |                    |       |       |
| 4.ª                         | 2022                | 5                   | 0    | -    | -             | -             | -                  | 5                  | 0     |       |
| Total                       | Total               | 5                   | 0    | -    | -             | -             | -                  | 5                  | 0     |       |
| Total en su carrera         | Total en su carrera | Total en su carrera | 349  | 0    | 12            | 0             | 4                  | 0                  | 365   | 0     |

## Palmarés
| Título                  | Club          | País      | Año  |
| ----------------------- | ------------- | --------- | ---- |
| Ascenso a la B Nacional | Villa Dálmine | Argentina | 2014 |